# Chimpu Ocllo
Isabel Suárez Yupanqui, nacida Chimpu Ocllo (Cuzco, ca. 1523 - Ibidem, 1571) fue una ñusta cuzqueña, nieta de Huayna Cápac, hija de Túpac Hualpa y sobrina de Huáscar y Atahualpa. Fue esposa del conquistador español Sebastián Garcilaso de la Vega y Vargas y madre del Inca Garcilaso de la Vega.

## Biografía
Chimpu Ocllo nació en el Cuzco, en el seno de la familia imperial incaica. Chimpu es nombre propio y Ocllo un patronímico, que indica algo prestigioso y restringido. Fue hija de Túpac Hualpa, uno de los hijos del Inca Huayna Cápac y de la Palla Tocto Coca. Por lo tanto, Chimpu Ocllo fue nieta de Huayna Cápac, el último gran inca del Tahuantinsuyo.
Cuando falleció Huayna Cápac en 1527 y estalló la guerra civil entre los hermanos Huáscar y Atahualpa, Chimpu Ocllo, sobrina de ambos pero más vinculada a Huáscar, sufrió los estragos del conflicto. Se contó entre los pocos miembros de la nobleza cuzqueña que lograron escapar de la matanza tras la victoria de los atahualpistas en Quipaipán. Sin embargo, Atahualpa no pudo consolidar su triunfo. Mientras se dirigía al Cuzco para asumir la mascapaicha, fue capturado por los conquistadores españoles en Cajamarca en 1532.
Chimpu Ocllo debió conocer al capitán extremeño Sebastián Garcilaso de la Vega y Vargas en 1538 en el Cuzco, tras la reconquista de esta ciudad por los españoles luego de la rebelión de Manco Inca y a poco de iniciarse la guerra civil entre pizarristas y almagristas por la posesión de la misma. Se convirtió en esposa de dicho capitán, y se bautizó a la fe cristiana, adoptando el nombre de Isabel. De esa unión nació el 12 de abril de 1539 un niño mestizo al que se bautizó con el nombre de Gómez Suárez de Figueroa, pero que después se haría famoso con el nombre de Inca Garcilaso de la Vega, por ser el primer mestizo racial y cultural de América que destacó como literato. En ese hogar Garcilaso de la Vega creció bajo influjo de los familiares de su madre, por lo que aprendió a apreciar su herencia incaica.
Durante las guerras civiles entre los españoles, Isabel sufrió con su familia las incidencias de dicha lucha en el solar cuzqueño del barrio de Cusipata, donde residía con Sebastián y sus dos hijos menores, Garcilaso y Leonor. Cuando Sebastián se escapó del Cuzco, para no seguir al rebelde Gonzalo Pizarro, su casa fue cañoneada por el capitán Hernando de Bachicao, quien, no satisfecho, la sitió durante varios meses, para rendir de hambre a sus moradores. Durante varios días Isabel y sus hijos se alimentaron únicamente de maíz, llevado furtivamente por indígenas amigos.
Tras el triunfo de las fuerzas realistas comandadas por Pedro de la Gasca sobre los rebeldes gonzalistas, Isabel vióse repudiada por Sebastián, presionado por la exigencia de la Corona española de que los conquistadores debían contraer matrimonio y que, en caso contrario, estarían en riesgo de perder sus encomiendas. Sebastián no quiso casarse con Isabel y eligió como su consorte a una dama española, doña Luisa Martel de los Ríos, lo que causaría sin duda un gran dolor al entonces niño Garcilaso de la Vega (1549). Este, posteriormente, en una de sus obras reprocha al gran número de conquistadores que repudiaron a sus concubinas indias y que se casaron con señoras españolas, las mismas que con sus hijos considerados legítimos habrían de gozar de lo que no ganaron con sus manos, reproche que implícitamente alcanzaba a su padre. Por su parte Isabel Chimpu Ocllo, tal vez presionada, se desposó con el comerciante Juan del Pedroche, llevando como dote 1.500 pesos en plata, una cantidad igual en llamas, así como vestidos.
En 1559 falleció Sebastián Garcilaso. Al año siguiente su hijo, que todavía se llamaba Gómez Suárez de Figueroa, partió a España para hacer valer sus derechos sobre la herencia de su padre. Antes de partir, debió despedirse emocionadamente de su madre, a la que nunca más volvería a ver.
Isabel falleció en 1571. En su testamento, menciona a sus dos hijas, Luisa de Herrera y Ana Ruiz, habidas en su matrimonio con Pedroche, y por lo tanto, hermanas maternas del Inca Garcilaso.